# Lubiatów (powiat złotoryjski)

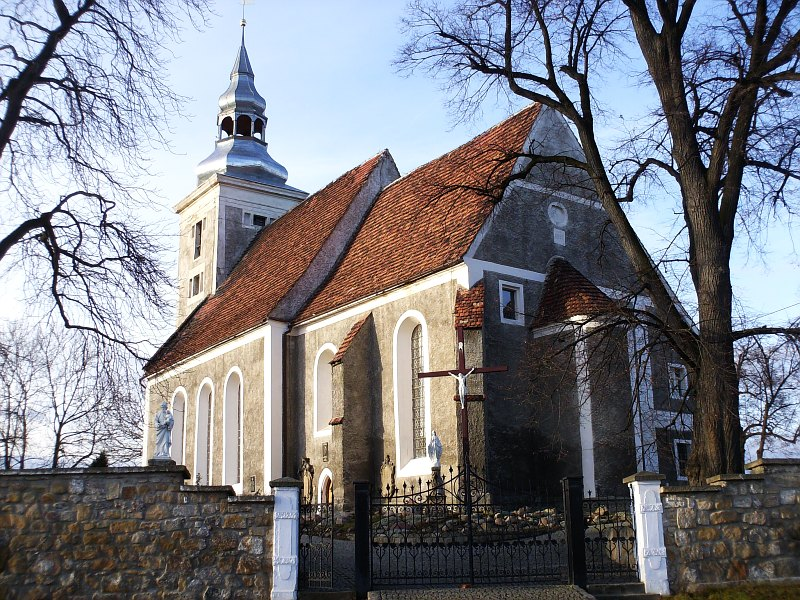
Kościół pw. Najświętszego Serca Jezusa

Lubiatów (niem. Lobendau) – wieś w Polsce położona w województwie dolnośląskim, w powiecie złotoryjskim, w gminie Złotoryja.

## Podział administracyjny
W latach 1975–1998 miejscowość administracyjnie należała do województwa legnickiego.

## Demografia
Według Narodowego Spisu Powszechnego (III 2011 r.) liczył 810 mieszkańców. Jest trzecią co do wielkości miejscowością gminy Złotoryja.

## Położenie
Wieś położona jest w odległości 15 km na północny wschód od Złotoryi.

## Nazwa
Pierwotna nazwa miejscowości wywodziła się od polskiej nazwy rośliny łobody. Do grupy miejscowości na Śląsku, których nazwy wywodzą się od tej rośliny - "von łoboda = Melde" zaliczał nazwę wsi niemiecki geograf oraz językoznawca Heinrich Adamy. W swoim dziele o nazwach miejscowych na Śląsku wydanym w 1888 roku we Wrocławiu jako starszą od niemieckiej wymienia on nazwę w staropolskiej formie - "Lobdów" podając jej znaczenie "Meldendorf" czyli po polsku "Wieś łobody". Niemcy fonetycznie zgermanizowali nazwę miejscowości na "Lobendau" w wyniku czego utraciła ona swoje pierwotne znaczenie.
Po zakończeniu II wojny światowej polska administracja spolonizowała zgermanizowaną nazwę na Lubiatów w wyniku czego obecna nazwa nie wiąże się już z pierwszym znaczeniem.

## Historia
W średniowieczu miejscowość nosiła nazwę Loboda. Wieś wymieniano w dokumentach w 1214 r. Zniszczona podczas wojny trzydziestoletniej w 1641 r., została później odbudowana.

## Zabytki
Do wojewódzkiego rejestru zabytków wpisane są:
- kościół filialny pw. Najświętszego Serca Jezusa, z XIII w., 1647 r.
- cmentarz przykościelny
- zespół pałacowy Lubiatów Dolny
  - pałac w Lubiatowie, z 1910 r.
  - park, z XIX w.
- park Lubiatów Średni, z lat 1863-1866

## Komunikacja
Przez Lubiatów przebiega droga łącząca powiaty: legnicki i złotoryjski z Gniewomirowic (skrzyżowanie z drogą krajową nr 94) do Ernestynowa (skrzyżowanie z drogą wojewódzką nr 364). Tereny wsi przecina autostrada A4 – do czasu wprowadzenia na niej opłat czynne są zjazdy do i z Lubiatowa. Komunikację autobusową z Legnicą i Złotoryją utrzymują PKS i przewoźnik prywatny.